# Prosoplecta mimas
Prosoplecta mimas är en kackerlacksart som beskrevs av Robert Walter Campbell Shelford 1912. Prosoplecta mimas ingår i släktet Prosoplecta och familjen småkackerlackor.
Artens utbredningsområde är Filippinerna. Inga underarter finns listade i Catalogue of Life.